# 林奇堡鎮區 (伊利諾伊州梅森縣)
林奇堡鎮區（英語：Lynchburg Township）是位於美國伊利諾伊州梅森縣的一個行政鎮區。

## 地方資料
根據2010年美國人口普查的數據，林奇堡鎮區的面積為128.90平方千米，當中陸地面積為109.00平方千米，而水域面積為19.90平方千米。當地共有人口256人，而人口密度為每平方千米1.99人。